# Michał Liniewski
Michał Jan Liniewski herbu Liniewski (zm. w 1714) – łowczy bełski (1682), kasztelan lubaczowski, kasztelan wołyński (1709–1714), podwojewodzi krakowski, starosta lelowski, korytnicki, pułkownik.
Był elektorem Augusta II Mocnego z województwa bełskiego w 1697 roku. W 1698 jego skwadron kawalerii brał udział w bitwie pod Podhajcami. Był uczestnikiem Walnej Rady Warszawskiej 1710 roku.